# لويل سميث
لُويل إتش. سميث (بالإنجليزية: Lowell Smith)‏ (مواليد 1892، توفي نوفمبر 1945) كان من أوائل الطيارون الأمريكيون. وهو أول من قام بعملية إعادة ملء وقود جوا مع زميله جون ريتشارد في 27 يونيو 1923 مستخدمين طائرتان آيركو دي إتش - 4.حقق أيضا رقم قياسي لقيامة بالطيران لـ37 ساعة متواصلة لأول مرة في 28 أغسطس 1923 مستخدمًا الطائرة آيركو دي إتش - 4 الطراز بي بعد إعادة ملء قودها جوا مستخدما 687 جالون من وقود الطائرات و 38 جالون زيت للمحرك اللتان حملتهما طائرتان من نفس النوع.

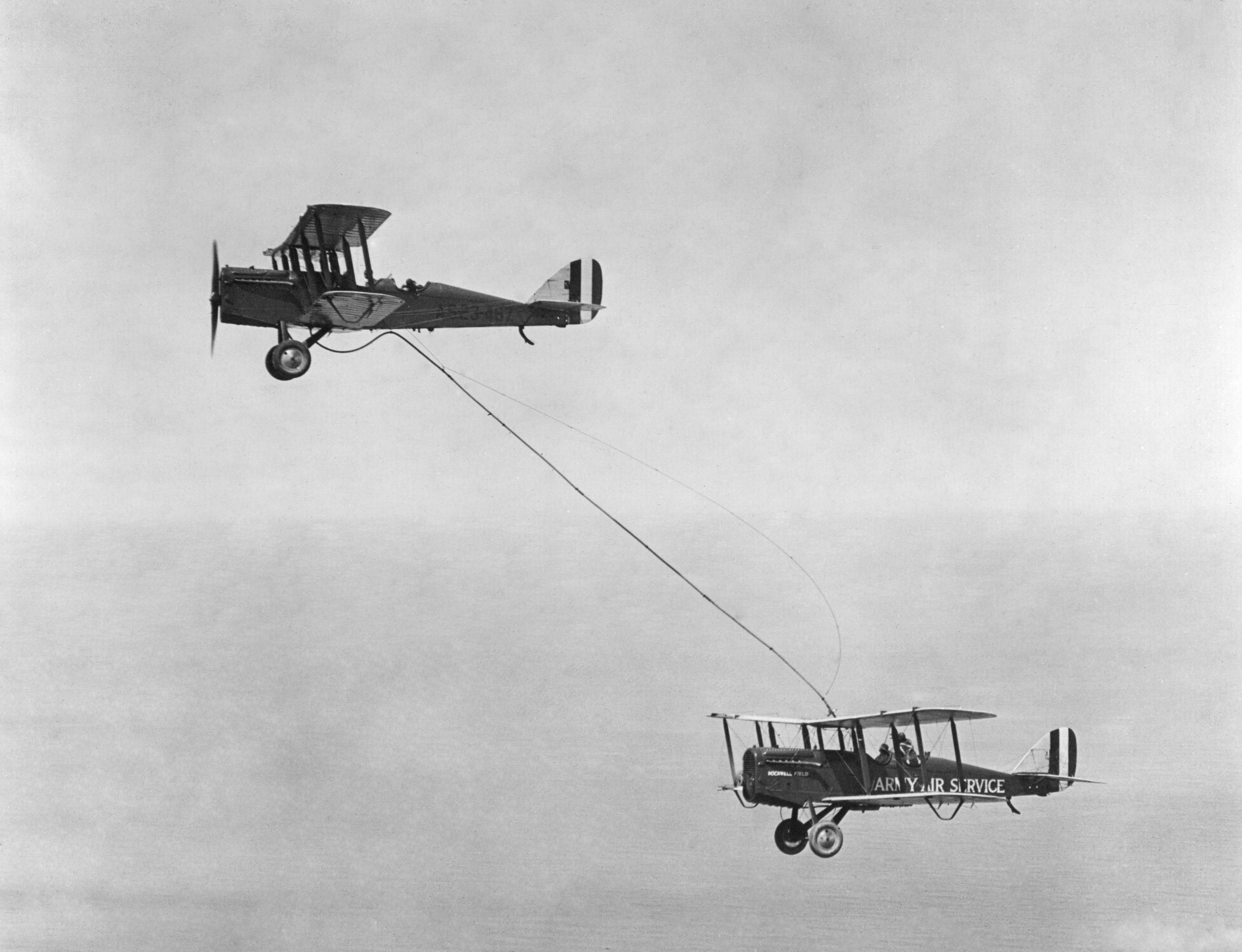
الطائرتان خلال عملية إعادة ملء الوقود جوا.

أيضا اشترك لويل سميث في رحلة الطيران حول العالم التي نظمتها شركة دوغلاس للطائرات مع طياران آخران الذين قاموا بأول طواف حول العالم في الجو عام 1924 مستخدمين نفس تقنية إعادة ملء الوقود جوا. حصل سميث علي 16 رقم قياسي في التحمل والسرعة والمسافة المقطوعة بالطائرات العسكرية.
توفي سميث متأثراً بجراحه بعدما سقط من فوق حصانه في كاتالينا فوت هيلز في توسن، أريزونا. دفن في مقابر آرلينجتون الوطنية العسكرية. سمت مدرسة لتعليم الطيران تيمناً باسمه في توسن، أريزونا، الولايات المتحدة.

## وصلات خارجية
- موقع فرست فلايت.أورج FirstFlight.Org